# Cucoiu, Vâlcea
Cucoiu este un sat în comuna Titești din județul Vâlcea, Muntenia, România.
Atestarea documentară a satului este prezentată într-un hrisov domnesc, datat 7134 (1626). Acest hrisov a fost întrebuințat de moșnenii din satul Titești cu ocazia dezbaterii procesului cu boierii fanarioți - Bucșănești, datat greșit 6134, în loc de 7134, intitulat "Hrisovul Măriei Sale Matei Vodă datu lui Bolovan pentru partea lui Ioanu din Cocoiu în a patra parte".
Satul Cucoiul și-a derulat întreaga viață alături de satele frățești: Titești și Bratovești, cu care a format aceeași unitate administrativă.
Numele topic al satului provine de la neamul lui Cucu. În Condica Pr. Ion Iliescu este notat că Mitu Cucu a dăruit bisericii din Cucoiu un teren de circa 900 mp, unde sătenii au construit: biserica, școala veche, căminul cultural și magazinul sătesc.
 Acest articol despre o localitate din județul Vâlcea este deocamdată un ciot. Puteți ajuta Wikipedia prin completarea lui.